# مارک برنان (بازیکن فوتبال)
مارک برنان (انگلیسی: Mark Brennan؛ زادهٔ ۴ اکتبر ۱۹۶۵) بازیکن فوتبال اهل بریتانیا است.
از باشگاه‌هایی که در آن بازی کرده‌است می‌توان به باشگاه فوتبال کانوی ایسلند، باشگاه فوتبال اولدهام اتلتیک، باشگاه فوتبال گوانگدونگ وینروی، باشگاه فوتبال ایپسویچ تاون، باشگاه فوتبال منچستر سیتی، باشگاه فوتبال داگنم و ردبریج، باشگاه فوتبال میدلزبرو، و باشگاه فوتبال بیلریکای اشاره کرد.
وی همچنین در تیم ملی فوتبال زیر ۲۱ سال انگلستان بازی کرده‌است.